# Холланд, Джимми
Джи́мми Хо́лланд (англ. Jimmie C. Holland; 9 апреля 1928, г. Невада, штат Техас — 24 декабря 2017) — американский врач, ученый, доктор медицины. Являлась одним из основателей психоонкологии. Доктор Холланд создала первое в мире отделение психиатрии при онкологической клинике. Окончила Университет Бэйлор. Получила диплом врача от Медицинской школы Бэйлор в Хьюстоне. В 1977 г. начала работать в психиатрической службе в Мемориальном онкологическом центре им. Слоуна-Кеттеринга. Д-р Холланд руководила психиатрической службой Мемориального онкологического центра Слоун-Кеттеринга. Подготовила более 300 психологов и психиатров. Исследования по психоонкологии вела с 1977 г. Д-р Холланд изучала распространенность и характер психологических проблем у пациентов с раком. В 1972—1973 гг. д-р Холланд работала в качестве консультанта по шизофрении в Советском Союзе от Национального института психического здоровья США. Она является основателем Международного психоонкологического общества (1984) и Американского онкологического психосоциального общества (1986). Выпустила справочник по психоонкологии (1989) «Psycho-Oncology», который был и остается в этой области золотым стандартом. В 1992 г. она создала международный журнал Psycho-Oncology, и продолжает работать в качестве соредактора. Д-р Холланд в соавторстве с Шелдон Льюис (англ. Sheldon Lewis) издала книгу «Человеческая сторона Рака: живи с надеждой» (The Human Side of Cancer: Living With Hope), чтобы помочь пациентам и их семьям справиться с раком. Принимала активное участие в ежегодных Международных конгрессах по психоонкологии. Имела многочисленные награды, в том числе престижную Международную премию имени Марии Склодовской-Кюри.
- Margaret Kripke Legend Award (2015)

## Избранные публикации
- Psycho-Oncology (Second Edition), Edited by Jimmie C. Holland and others, 2010. 720 pp ISBN 978-0-19-536743-0, ISBN 0-19-536743-X
- Jimmie C. Holland and Sheldon Lewis. The Human Side of Cancer: Living With Hope, Coping With Uncertainty.- Harper Collins, New 2001, 340 pp
- Jimmie C. Holland. Psychological Care of Patients: Psycho-Oncology’s Contribution (lecture) J. Clin. Oncol. 253—265 pp . 2003. By American Society of Clinical Oncology
- History of Psycho-Oncology: Overcoming Attitudinal and Conceptual Barriers By Jimmie C. Holland, MD
- Holland J.F. et al. Principles of psycho-oncology // Cancer Medicine. — 3rd edn. — Baltimore: Williams and Wilkins, 1993. — P. 1017—1033. — 2502 p.